# Platyhypnidium aquaticum
Platyhypnidium aquaticum là một loài Rêu trong họ Brachytheciaceae. Loài này được (A. Jaeger) M. Fleisch. miêu tả khoa học đầu tiên năm 1923.